# Phyllanthus pseudoguyanensis
Phyllanthus pseudoguyanensis är en emblikaväxtart som beskrevs av Wilhelm Franz Herter och Rudolf Mansfeld. Phyllanthus pseudoguyanensis ingår i släktet Phyllanthus och familjen emblikaväxter.
Artens utbredningsområde är Uruguay. Inga underarter finns listade i Catalogue of Life.